# Blue blue
《blue blue》，是日本樂團可苦可樂的第8張單曲。2003年8月27日發行。

## 簡介
前作《寶島》約4個月之後發行。出道後第8張單曲。

## 收錄曲目
全作詞、作曲：小淵健太郎；全編曲：笹路正徳
1. blue blue
2. 海嘯的驅動（潮騒ドライブ）
3. blue blue（Instrumental）
4. 海嘯的驅動（Instrumental）

## 外部連結
- blue blue 初回盤（页面存档备份，存于）
- blue blue 通常盤（页面存档备份，存于）